# Моисеев, Михаил Ильич
Михаил Ильич Моисеев (01.11.1899-21.12.1983) — советский учёный в области экономики сельского хозяйства, член-корреспондент ВАСХНИЛ (1956).

## Биография
Родился в с. Рождествено Санкт-Петербургской губернии. Окончил Ленинградский коммунистический университет (1926), Институт Красной профессуры (1931).
- 1925—1927 начальник отделения ОГПУ Ленинграда,
- 1931—1934 заместитель секретаря комиссии исполнения при СНК СССР,
- 1934—1938 помощник председателя Совнаркома СССР,
- 1938—1944 начальник Планово-экономического управления Наркомзема СССР,
- 1944—1953 начальник Главного управления Министерства заготовок СССР,
- 1953—1955 преподаватель Высшей партийной школы при ЦК КПСС,
- 1955—1956 заведующий отделом Института экономики АН СССР,
- 1956—1962 заместитель академика-секретаря Отделения экономики ВАСХНИЛ.

Кандидат экономических наук (1954), член-корреспондент ВАСХНИЛ (1956).
Научные исследования посвящены экономическим вопросам социалистического с.-х. производства, формам организации и оплаты труда, методике преподавания экономических курсов в сельскохозяйственных вузах.
Награждён орденами Отечественной войны I степени (1945), Красной Звезды (1967), 4 медалями.
Публикации:
- Экономические основы государственных заготовок сельскохозяйственных продуктов / Ин-т экономики АН СССР. — М.: Госполитиздат, 1955. — 295 с.
- Колхозы за 40 лет Советской власти. — М.: Изд-во МСХ СССР, 1957. — 16 с.